# Förstgen (Mücka)
Förstgen, obersorbisch Dołha Boršć, ist ein Kirchdorf im Landkreis Görlitz in der sächsischen Oberlausitz. Seit 1994 gehört Förstgen zur Gemeinde Mücka. Es zählt zum offiziellen sorbischen Siedlungsgebiet in Sachsen.

## Geographie
Förstgen liegt im südöstlichen Teil des Biosphärenreservates Oberlausitzer Heide- und Teichlandschaft am Weigersdorfer Fließ. Nordwestlich des Dorfes befindet sich der Tauerwiesenteich, in südöstlicher Richtung zeichnet sich die Hohe Dubrau ab. Einige Kilometer nördlich des Dorfes verläuft die Bahnlinie Hoyerswerda–Görlitz, deren nächste Bahnhöfe in Klitten und Mücka liegen.
Im Südosten schließt sich der Ortsteil Förstgen-Ost an. Umliegende Ortschaften sind Mücka im Nordosten, Steinölsa im Südosten, Weigersdorf im Süden, Dauban im Südwesten und Tauer sowie Zimpel im Nordwesten.

## Geschichte

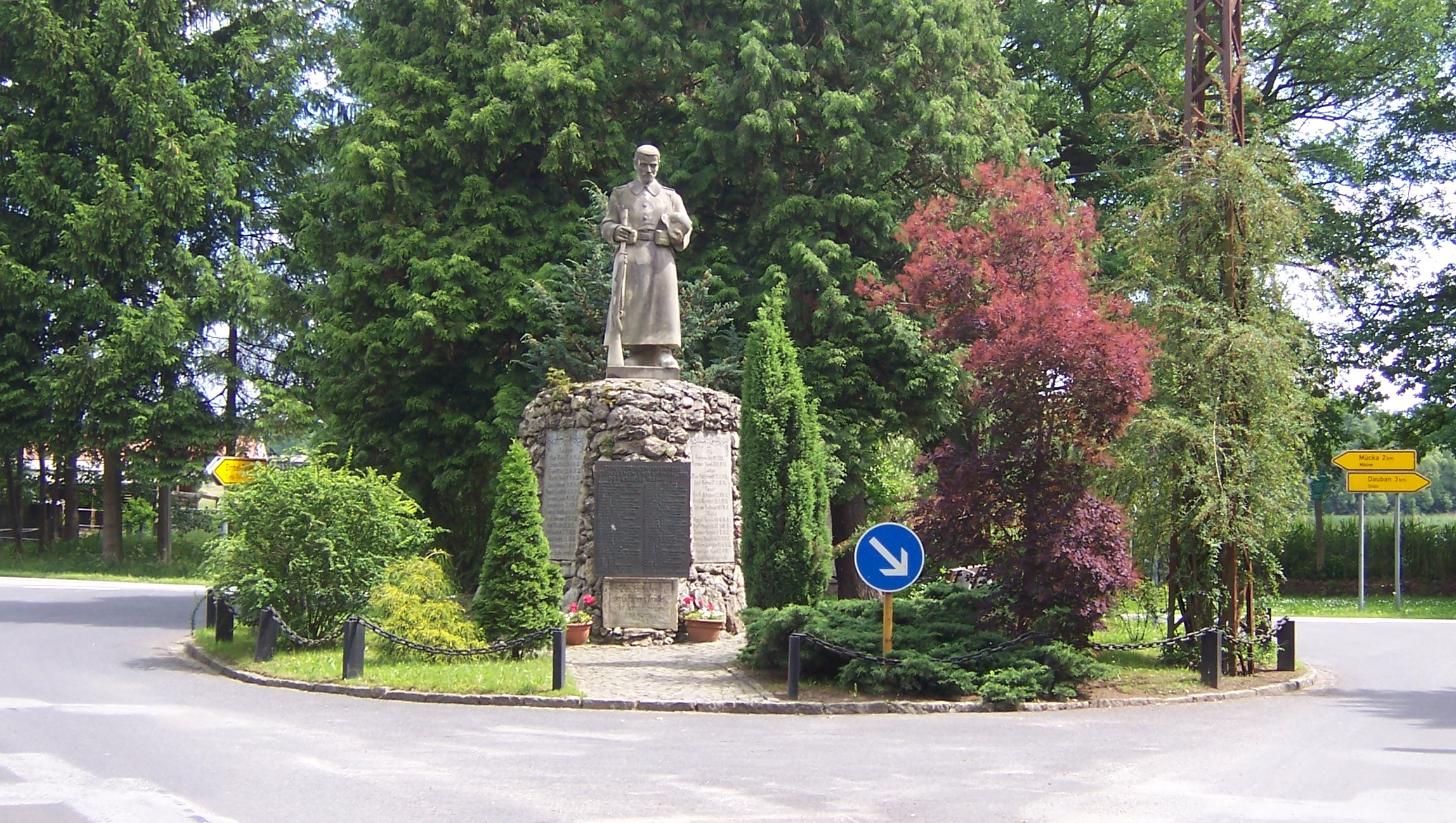
Weltkriegsdenkmal

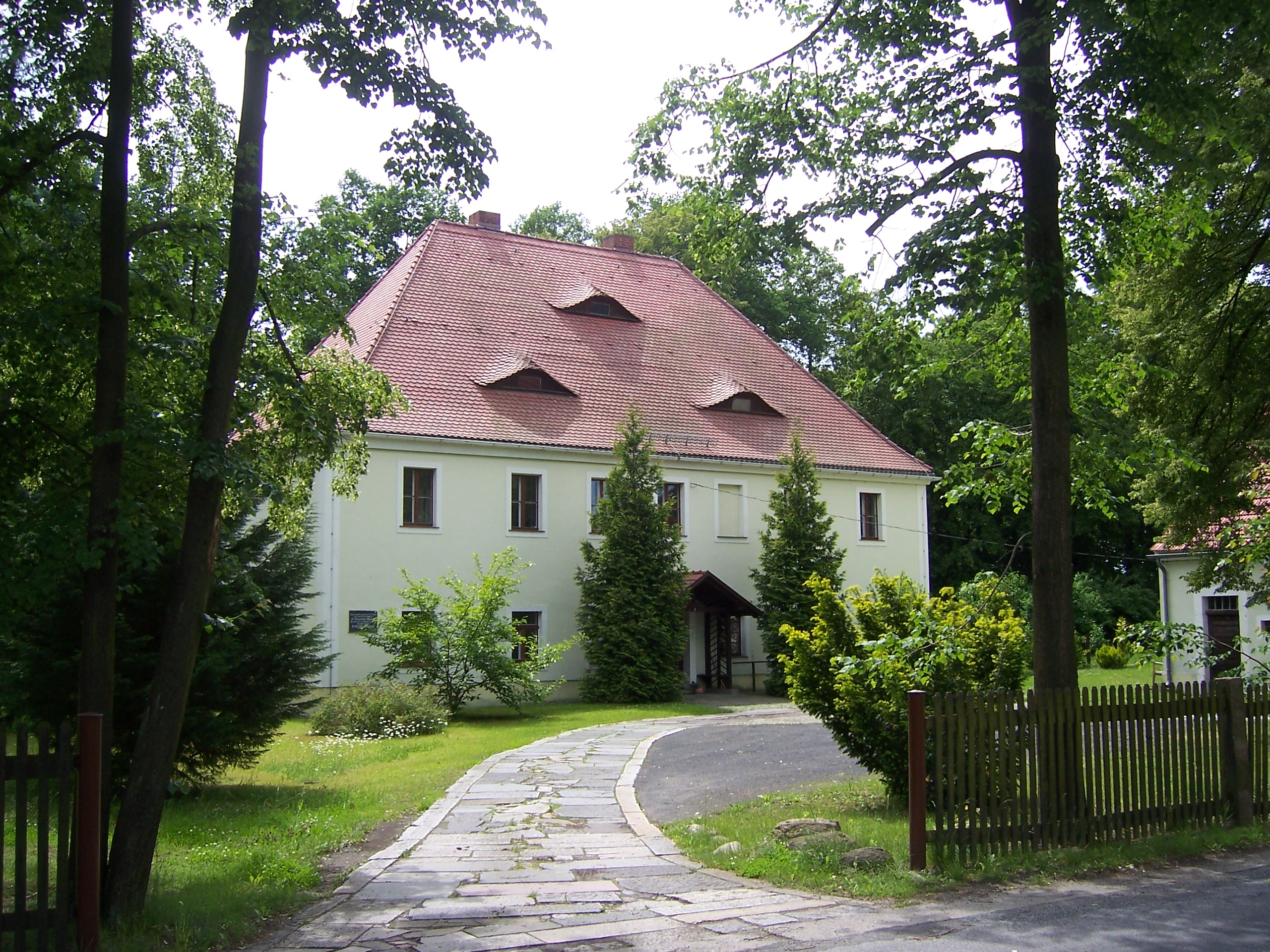
Pfarrhaus

Mehrere bronzezeitliche Funde in und bei Förstgen belegen eine frühgeschichtliche Siedlungstätigkeit. Urkundlich erstmals erwähnt wurde der Ort im Jahr 1404 mit der Nennung eines Hans vom Forstichen.
Die Grundherrschaft übten die Besitzer des Rittergutes Nieder-Oelsa aus. 1806 wurde Förstgen selbständiges Rittergut, als es der Eigentümer, der Graf zur Lippe, an Gottfried Ernst von Boehmer (1762–1827) verkaufte. Von Böhmer war Pachteinnehmer und Notar in Reichswalde, er versteigerte das Gut 1822 zurück an den Grafen zur Lippe. Ab 1937 bis zur Enteignung 1945 befand sich das Rittergut Förstgen im Besitz von Paul Klauß-Fünfstück. Heute ist es Eigentum der Gemeinde und wird zu Wohnzwecken vermietet.
 Ursprünglich war das Dorf nach Baruth gepfarrt. Erst im 16. Jahrhundert erhielt es eine eigene Kirche, die jedoch als Filiale weiterhin zur Pfarrkirche in Baruth gehörte. In diese sind Tauer, Leipgen, Ober- und Nieder-Oelsa sowie Dauban gepfarrt.
Zum 1. April 1938 wurden die Nachbarorte Leipgen und Oelsa (1936–1947 Kreuzschenke, später auch als Förstgen-Ost bezeichnet) eingemeindet.
In den letzten Wochen des Zweiten Weltkrieges wurde die Kirche stark beschädigt. Die Erneuerung dauerte bis 1955 an.
Im Rahmen der sächsischen Gemeindegebietsreformen wurde die Gemeinde Förstgen 1994 nach Mücka eingemeindet, die seitdem aus den Ortsteilen Förstgen, Förstgen-Ost, Leipgen und Mücka besteht.

### Bevölkerungsentwicklung
| Jahr                            | Einwohner |
| ------------------------------- | --------- |
| 1825                            | 221       |
| 1871                            | 411       |
| 1885                            | 351       |
| 1905                            | 349       |
| 1925                            | 373       |
| 1939                            | 662       |
| 1946                            | 850       |
| 1950                            | 832       |
| 1964                            | 741       |
| 1971                            | 730       |
| 1990                            | 533       |
| 1993                            | 498       |
| 2008                            | 276       |
| 2014                            | 253       |
| kursiv: Gemeinde mit Ortsteilen |           |

| Jahr | Bauern (besessene Mann) | Gärtner | Häusler | insgesamt |
| ---- | ----------------------- | ------- | ------- | --------- |
| 1600 | 14                      | 6       | 09      | 29        |
| 1657 | 09                      | 6       | 09      | 24        |
| 1733 | 10                      | 3       | 10      | 23        |
| 1777 | 11                      | 5       | 14      | 30        |
| 1813 | 10                      | 6       | 06      | 22        |

Im Jahr 1600 wirtschafteten in Förstgen 14 besessene Mann, 6 Gärtner und 9 Häusler. Etwa ein Jahrzehnt nach Ende des Dreißigjährigen Krieges (1618–1648) lebten in Förstgen nur noch 9 Bauern, die Zahl der Gärtner und Häusler war unverändert. Bis 1733 sank die Zahl der Gärtner um drei, dafür stieg die die Bauern und Häusler um jeweils einen an.
Bei der Landesexamination im Jahr 1777 wurden für Förstgen 11 besessene Mann, 5 Gärtner und 14 Häusler übermittelt. Die Zahl der Wirtschaften ist gegenüber 1733 um 7 auf 30 angestiegen, fiel jedoch bis zum Ende der Befreiungskriege auf 22 ab, so dass 1813 noch 10 besessene Mann, 6 Gärtner und 6 Häusler in Förstgen lebten.
Bei der preußischen Volkszählung im Jahr 1825, die erste, bei der jede Person unabhängig von ihren Verhältnissen gleichwertig gezählt wurde, wurden in Förstgen 221 Einwohner ermittelt. Bis zur Reichsgründung im Jahr 1871 stieg die Einwohnerzahl um 86 % auf 411 an, fiel in den folgenden Jahren jedoch wieder, so dass 1905 noch 349 Einwohner gezählt wurden. Bis 1925 stieg die Zahl wieder auf 373 an, so dass im 100-jährigen Vergleich ein Wachstum um rund zwei Drittel zu verzeichnen war.
Durch die Eingemeindung von Leipgen und Oelsa lag die Einwohnerzahl der Gemeinde Förstgen 1939 bei 662. Nach dem Ende des Zweiten Weltkrieges stieg die Zahl auf 850 im Oktober 1946 und auch 1950 wurden noch 832 Einwohner gezählt. In den folgenden zwei Jahrzehnten sank die Zahl leicht, so dass die Gemeinde 1971 noch 730 Einwohner hatte. In den darauf folgenden zwei Jahrzehnten sank die Zahl weiterhin, jedoch schneller, so dass 1993 für die Gemeinde Förstgen nur noch 498 Einwohner zu verzeichnen waren.
Zum 31. Dezember 2008 hatten 276 Personen ihren Hauptwohnsitz in Förstgen.

### Sprache
Die Bevölkerung von Förstgen war ursprünglich sorbischsprachig. Für seine Statistik über die sorbische Bevölkerung in der Oberlausitz ermittelte Arnošt Muka in den achtziger Jahren des 19. Jahrhunderts eine Bevölkerungszahl von 363, darunter 302 Sorben (83 %) und 61 Deutsche. Der Sprachwechsel zum Deutschen erfolgte überwiegend bis zur Mitte des 20. Jahrhunderts. Ernst Tschernik zählte 1956 in der Gemeinde Förstgen einen sorbischsprachigen Bevölkerungsanteil von nur noch 15,5 %.

### Ortsname
Der Ortsname entwickelte sich von Forstichein (1419) über Vorstichen (1452), Forstchin (1461) zu Forstichen (1490). 1506 wurde der Ort urkundlich Aldennforst genannt und bereits 1528 tauchte die heutige Form Förstgen auf. 1658 wurde mit Förstchen nochmals eine Form mit -ch- statt -g- genannt, jedoch konnte sich diese Form des Ortsnamens nicht durchsetzen.
Urkundliche Formen des sorbischen Ortsnamens sind Borschż (1767 bei Knauthe), Borschz (1835) und 1843 Dołha Boršć. Die Vorsilbe dient der besseren Unterscheidung weiterer Orte namens Förstchen oder Förstgen in der näheren Umgebung, beispielsweise Salzenforst (Słona Boršć), Oberförstchen (Hornja Boršć), Kleinförstchen (Mała Boršć), Kronförstchen (Křiwa Boršć) und Sandförstgen (Borštka). Bei boršć handelt es sich vermutlich um eine Sorabisierung vom deutschen Forst.

## Kultur und Sehenswürdigkeiten

### Wassermühle Förstgen
Das Gebäudeensemble der Wassermühle am Weigersdorfer Fließ wurde von 2019 bis 2022 saniert und mit dem Mühlencafé, dem Mühlenmuseum und der Mühlenherberge ausgestattet.

## Persönlichkeiten
In Förstgen wurde der Pfarrerssohn und spätere Zeichner Heinrich Theodor Wehle (sorbisch Hendrich Božidar Wjela; 1778–1805) geboren, im Alter von vier Jahren zog seine Familie ins benachbarte Kirchspiel Kreba. In einigen seiner frühen Werke verarbeitet er Landschaftseindrücke aus der Umgebung von Förstgen und Kreba.
Karl August Raede (Korla Awgust Rjeda; 1820–1898) war von 1860 bis 1892 Pfarrer in Muskau und sprach sich wiederholt gegen preußische Versuche aus, die sorbische Sprache in der Schule zu unterdrücken.
Friedrich August Bergan (Bjedrich August Bergan; 1824–1901) war von 1852 bis 1898 als Pfarrer in Groß Särchen tätig. Sein Theologiestudium absolvierte er in Breslau.
Johann Bernhard Krauschwitz (Jan Bjarnat Krušwica, 1845–1919) war als Pfarrer in Werben im Spreewald tätig. Er engagierte sich seit 1878 für die Pflege der niedersorbischen Sprache sowie der sorbischen Kultur in der Niederlausitz.